# Willingshausen
Willingshausen is een gemeente in de Duitse deelstaat Hessen, en maakt deel uit van de Schwalm-Eder-Kreis.
Willingshausen telt 4.754 inwoners.

## Indeling gemeente
De gemeente bestaat uit de volgende Ortsteilen:
- Gungelshausen
- Leimbach
- Loshausen
- Merzhausen
- Ransbach
- Steina
- Wasenberg
- Willingshausen
- Zella

Bad Zwesten · Borken · Edermünde · Felsberg · Frielendorf · Fritzlar · Gilserberg · Gudensberg · Guxhagen · Homberg · Jesberg · Knüllwald · Körle · Malsfeld · Melsungen · Morschen · Neuental · Neukirchen · Niedenstein · Oberaula · Ottrau · Schrecksbach · Schwalmstadt · Schwarzenborn · Spangenberg · Wabern · Willingshausen